# Jesurun Rak-Sakyi
Jesurun Rak-Sakyi (Southwark, 5 de octubre de 2002) es un futbolista británico que juega en la demarcación de centrocampista para el Crystal Palace F. C. de la Premier League.

## Biografía
Tras formarse como futbolista en la cantera del Chelsea F. C., en 2019 se marchó traspasado a la disciplina del Crystal Palace F. C. Después de dos temporadas en las categorías inferiores del club, finalmente debutó con el primer equipo el 14 de agosto de 2021 en un encuentro de la Premier League contra el Chelsea F. C., partido que finalizó con un marcador de 3-0 a favor del club que viste de azul tras los goles de Marcos Alonso, Christian Pulisic y Trevoh Chalobah.
En la temporada 2022-23 fue cedido al Charlton Athletic F. C., con el que marcó quince goles en 49 partidos. Posteriormente regresó a Londres y disputó ocho encuentros antes de volver a ser prestado en agosto de 2024 al Sheffield United F. C.

## Clubes
| Club                             | País       | Año       | Partidos | Goles |
| -------------------------------- | ---------- | --------- | -------- | ----- |
| Crystal Palace F. C.             | Inglaterra | 2021-2022 | 2        | 0     |
| Charlton Athletic F. C. (cedido) | Inglaterra | 2022-2023 | 49       | 15    |
| Crystal Palace F. C.             | Inglaterra | 2023-2024 | 8        | 0     |
| Sheffield United F. C. (cedido)  | Inglaterra | 2024-2025 | 36       | 7     |
| Crystal Palace F. C.             | Inglaterra | 2025-     |          |       |